# Margot Derycke
Margot Derycke (Izegem, 29 december 1986) is een voormalig Belgische presentatrice bij het VRT-radiostation Radio 2. In 2005 won ze een talentenjacht van Radio Donna.

## Carrière
Haar carrière startte in Meulebeke, vlak bij haar woonplaats Emelgem (deelgemeente van Izegem), waar ze als presentatrice bij de lokale radio Radio Amerika aan de slag ging. Toen deze zender een samenwerkingsverband sloot met Radio FM Gold uit Izegem, was haar stem ook te horen op die frequentie.
In het najaar van 2005 nam ze deel aan de wedstrijd van Radio Donna: "Word presentator van de top 2005". Margot Derycke won de wedstrijd, evenals Elias Smekens, en mocht samen met Johan Henneman het ochtendblok van Donna's eindejaarstop presenteren. Van februari 2006 tot juni 2007 presenteerde ze elke zondagmiddag Donna Weekend. Dit presentatiewerk combineerde ze met haar studies journalistiek aan de Hogeschool West-Vlaanderen in Kortrijk.
Na haar studies kon ze tijdelijk als reporter aan de slag bij Radio 2 West-Vlaanderen - haar voormalige stageplaats - en Radio 2 Vlaams-Brabant. Van oktober 2008 tot april 2012 presenteerde ze het regionale Radio 2-programma Middagpost in West-Vlaanderen. Vanaf april 2012 was ze er de vaste stem van Avondpost. Daarnaast was ze nu en dan nationaal te horen in het Radio 2-verzoekprogramma op zondagavond Al wat je lief is. Daar vervangt ze geregeld de vaste presentatrice Kim Debrie. Eind juni 2023 nam Margot afscheid van Radio2.
Laatste (per 2 januari 2009):
Joyce Beullens · Tom De Cock · Sebastian Decrop · Evy Gruyaert · Johan Henneman · Mark Heyninck · Anneleen Liégeois · Kris Luyten · Caren Meynen · Dave Peters · Marc Pinte · Thibaut Renard · Ann Reymen · Ben Roelants · Benjamien Schollaert · Elias Smekens · Stijn Smets · Lotte Stevens · Ann Van Elsen · Brecht Vanmeirhaeghe · Sofie Van Moll · David Van Ooteghem
Geschiedenis (1992–2009):
Jan Bosman · Ben Crabbé · Dominique Crommen · Erwin Deckers · Steve De Coninck-De Boeck · Kevin De Geest · Leen Demaré · Bart De Prez · Margot Derycke · Marc Deschuyter · Els Ermens · Michel Follet · Anne Gies · Jeroen Gorus · Walter Grootaers · Kristof Hayen · Geert Hoste · Mark Lefever · Kristien Maes · Kris Mannaerts · Luc Mertens · Johan Notenbaert · Sven Ornelis · Jaak Pijpen · Alexandra Potvin · Katja Retsin · Fien Sabbe · Bart Saerens · Mieke Scheldeman · Cara Van der Auwera · Iris Van Impe · Birgit Van Mol · Rob Vanoudenhoven · Evert Venema · Sofie Verbruggen · Ronald Verhaegen · Peter Verhulst · Jean Vijdt · Robin Vissenaekens · Albrecht Wauters · Niels William · Yasmine